# Partito Socialista Sammarinese
Die Partito Socialista Sammarinese (kurz PSS) war eine sozialdemokratische politische Partei San Marinos. Sie bestand von 1892 bis 2005 und war somit die älteste politische Partei des Landes. Sie ging in der Partito dei Socialisti e dei Democratici auf.

## Geschichte
Die Partito Socialista Sammarinese wurde bereits 1892 durch Pietro Franciosi gegründet und war die erste politische Partei des Landes. In der ersten seit Jahrhunderten abgehaltenen Volksversammlung San Marinos (Arengo) von 1906 erreichte Pietro Franciosi die Rückkehr zur Demokratie. Die PSS regierte nach dem Zweiten Weltkrieg lange als Juniorpartner in einer Koalition mit der Partito Democratico Cristiano Sammarinese. Die PSD wurde 2005 durch eine Fusion der Partito Socialista Sammarinese (PSS), und der Partito dei Democratici (PD) gegründet. Zur Zeit der Gründung der Partei PSD hielt die Partei 27 von 60 Sitzen im Consiglio Grande e Generale, das nach den Parlamentswahlen von 2006 auf 20 Sitze reduziert wurde.